# Leucania aroroyensis
Leucania aroroyensis là một loài bướm đêm trong họ Noctuidae.